# Denni Avdić
Denni Robin Avdić (Huskvarna, 5 settembre 1988) è un ex calciatore svedese di origini bosniache, di ruolo attaccante.

## Carriera

### Club
Svolge gran parte della trafila delle giovanili nella squadra dell'area urbana in cui è cresciuto, Huskvarna. Nel 2005 si trasferisce in Danimarca, nelle giovanili del Brøndby IF, dove gioca anche per la seconda squadra nella terza serie danese. Dopo solo un anno fa ritorno in Svezia per stare più vicino ai suoi familiari, entrando nelle giovanili dell'Elfsborg. Nella stagione 2006 viene aggregato alla prima squadra, senza mai scendere in campo con la squadra che vince lo scudetto.
Nel novembre 2006 fa il suo debutto con la prima squadra dell'Elfsborg in una partita della Royal League. Nella stagione successiva fa il suo debutto in Allsvenskan, venendo impiegato principalmente come sostituto durante quel campionato. Nel novembre 2008 prolunga il suo contratto con l'Elfsborg fino al 2013. Al termine della Allsvenskan 2010 è il vice capocannoniere del campionato, con 19 reti segnate in 29 partite giocate.
Nel gennaio 2011 passa al Werder Brema per poco meno di 2,5 milioni di euro, firmando un contratto triennale. Il 15 giugno fa il suo debutto con la nuova maglia nella partita contro l'Hoffenheim. Nella prima stagione al Werder totalizza 7 presenze più una presenza con la seconda squadra.
Nel giugno del 2012 si trasferisce in prestito al PEC Zwolle, squadra olandese, dove segna 8 gol in 23 partite di campionato. L'anno successivo viene acquistato dall'AZ Alkmaar per 550.000 euro. Debutta ufficialmente il 30 ottobre in Coppa d'Olanda, segnando una doppietta al Achilles '29 nel 7-0 finale. In campionato colleziona 13 presenze. Complice il poco spazio all'AZ, nella stagione 2014-2015 viene girato in prestito all'Heracles Almelo, rimanendo in Eredivisie.
Il 31 agosto rescinde con l'AZ e, successivamente, a mercato chiuso, inizia ad allenarsi con l'Elfsborg. Lo stesso Elfsborg gli offre un contratto, ma il 4 gennaio 2016 viene presentato come nuovo attaccante dell'AIK. Nel corso dei tre anni all'AIK, Avdić viene impiegato prevalentemente partendo dalla panchina, con 45 presenze su 55 ottenute a partita in corso. Il tecnico Rikard Norling lo utilizza soprattutto nei minuti finali anche per sfruttare la sua stazza in difesa sui calci piazzati avversari, schierandolo in casi eccezionali anche da centrocampista.
Nel corso del precampionato 2019, precisamente il 27 febbraio, Avdić si lega per due anni all'AFC Eskilstuna, squadra neopromossa nella massima serie svedese. Durante la stagione però, secondo fonti giornalistiche, avrebbe espresso la volontà di rescindere per cercare maggiore spazio altrove, finendo comunque per rimanere in rosa fino al termine della stagione, conclusa con un gol segnato in 16 presenze e la retrocessione della squadra.
Il 25 marzo 2021, dopo essere stato svincolato per oltre un anno, firma per il Vasalund, squadra del campionato di Superettan con cui si accorda fino al termine della stagione. Avdić segna due reti in 22 presenze, mentre i rossoneri chiudono al penultimo posto e retrocedono.

### Nazionale
Tra il 2003 e il 2004 Avdić viene convocato dalle Nazionali svedesi Under-16 e Under-17, con le quali totalizza complessivamente 15 presenze con 8 reti. Tra il 2005 e il 2007 è convocato dall'Under-18 e dall'Under-19 dove gioca in totale 18 partite con 4 reti.
Il 21 agosto 2007 fa il suo debutto con l'Under-21 nella partita contro il Galles persa per 4-3. Nel 2009 viene convocato dai ct Tommy Söderberg e Jörgen Lennartsson per la fase finale degli Europei Under-21, nei quali non è sceso in campo. Successivamente fa ancora parte dell'Under-21 nelle qualificazioni per gli europei 2011, a cui la Svezia non riesce a qualificarsi. In totale vanta 23 presenze e 7 reti con la nazionale Under-21 svedese.
Il 28 gennaio 2009 riceve la sua prima convocazione per la Nazionale maggiore, durante una tournée nel Nord America. Fa il suo debutto con la Nazionale subentrando al 66' della partita contro il Messico, terminata per 1-0 in favore degli svedesi.

## Statistiche

### Cronologia presenze e reti in Nazionale
| Cronologia completa delle presenze e delle reti in nazionale ― Svezia | Cronologia completa delle presenze e delle reti in nazionale ― Svezia | Cronologia completa delle presenze e delle reti in nazionale ― Svezia | Cronologia completa delle presenze e delle reti in nazionale ― Svezia | Cronologia completa delle presenze e delle reti in nazionale ― Svezia | Cronologia completa delle presenze e delle reti in nazionale ― Svezia | Cronologia completa delle presenze e delle reti in nazionale ― Svezia | Cronologia completa delle presenze e delle reti in nazionale ― Svezia |
| Data                                                                  | Città                                                                 | In casa                                                               | Risultato                                                             | Ospiti                                                                | Competizione                                                          | Reti                                                                  | Note                                                                  |
| --------------------------------------------------------------------- | --------------------------------------------------------------------- | --------------------------------------------------------------------- | --------------------------------------------------------------------- | --------------------------------------------------------------------- | --------------------------------------------------------------------- | --------------------------------------------------------------------- | --------------------------------------------------------------------- |
| 28-1-2009                                                             | Oakland                                                               | Messico                                                               | 0 – 1                                                                 | Svezia                                                                | Amichevole                                                            | -                                                                     | 66’                                                                   |
| Totale                                                                |                                                                       | Presenze                                                              | 1                                                                     |                                                                       | Reti                                                                  | 0                                                                     |                                                                       |

## Palmarès

### Club

#### Competizioni nazionali
- Campionato svedese: 2

Elfsborg: 2006
AIK: 2018